# Erich Joachim
Erich Joachim (* 16. September 1851 in Nimptsch, Niederschlesien; † 28. Februar 1923 in Königsberg) war ein deutscher Archivar. 

## Leben
Sohn eines Kreiswundarztes und einer Pfarrerstochter, besuchte er das Gymnasium in Schweidnitz und studierte von 1870 bis 1874 Geschichte und Germanistik in Leipzig, München, Breslau und Göttingen. Während seines Studiums wurde er 1871 Mitglied der Leipziger Burschenschaft Germania. 1874 wurde er mit einer Arbeit über den Humanisten Johannes Nauclerus promoviert. 
Zunächst als Archivsekretär im preußisch gewordenen nassauischen Zentralarchiv in Idstein tätig, arbeitete er ab 1881 als Staatsarchivar in Wiesbaden, ab 1885 in Marburg und leitete ab 1887 das Staatsarchiv Königsberg. Dort erwarb er sich durch die Erschließung zahlreicher Bestände besondere Verdienste. Joachim war auch Vorsitzender des Vereins für die Geschichte von Ost- und Westpreußen. 1921 ging er in den Ruhestand. Er war Mitglied der Königsberger Freimaurerloge Zum Todtenkopf und Phönix.
1881 heiratete er Johanna Frucht, Tochter des Bremerhavener Kaufmanns Christian Frucht; 1883 wurde Tochter Eva geboren. Joachim galt als Nationalliberaler.
Joachim war seit 1897 korrespondierendes Mitglied der Gesellschaft für Geschichte und Altertumskunde der Ostseeprovinzen Russlands.

## Schriften
- Johannes Nauclerus und seine Chronik, Dissertation, Göttingen 1874 (Digitalisat)
- Die Entwickelung des Rheinbunds vom Jahre 1658: Acht Jahre reichsständischer Politik 1651-1658, Veit & Comp., Leipzig 1886 (Digitalisat)
- Die Politik des letzten Hochmeisters in Preußen, Albrecht von Brandenburg, 3 Bände, 1892–1895 (Digitalisat im Internet Archive: Bd. 1, Bd. 2, Bd. 3 fehlt; Digitalisat im Format DjVU: Bd. 1, Bd. 2, Bd. 3); Nachdruck Osnabrück 1965
- Das Marienburger Tresslerbuch der Jahre 1399 bis 1409, Königsberg 1896 (Digitalisat); Nachdruck Bremerhaven 1973
- Johann Friedrich von Domhardt: Ein Beitrag zur Geschichte von Ost- und Westpreußen unter Friedrich dem Großen, Berlin 1899
- Napoleon in Finckenstein, Berlin 1906
- mit Melle Klinkenborg: Familien-Geschichte des Gräflich Finck von Finckensteinschen Geschlechts, Berlin 1920 und 1921, 2 Bde.
- Fabian Burggraf und Graf zu Dohna-Finckenstein: 1781-1850: Eine Lebens-Skizze, Marienwerder 1922